# Слово и дело государево
Слово и дело государево (также «Суд да дело государево») — порядок участия в политическом сыске в России XVII — XVIII веков и принятое условное выражение, произнесение человеком которого свидетельствовало о готовности дать показания (донос) о известной ему «неправде на государя» (оскорблении, клевете) или государственном преступлении. Формула «Слово и дело государево» стала символом репрессий, массовых доносов и политических преследований в допетровской и петровской России.

## Первоначальные положения
Термин «Слово и дело государево» появился в России в первой половине XVII века, во времена царствования Михаила Фёдоровича. Первый русский царь из династии Романовых в условиях крайней политической нестабильности после «смутного времени» нуждался в дополнительных инструментах поддержания власти. Именно тогда пресечение деятельности, направленной против существующего в государстве политического строя, а также против личности государя, было названо «великими государевыми делами», заниматься которыми обязан каждый подданный государя. Законодательно это было закреплено в Соборном уложении 1649 года.
Значение термина
Публичное произнесение (выкрик) человеком фразы «Слово и дело государево!» означало его желание участвовать в государственных (государевых) делах, а именно — в обеспечении безопасности государства и лично государя.
Фраза «слово и дело государево» буквально означала:
• «слово» — сообщение, донос о преступлении,
• «дело государево» — сам факт преступления против государя (заговор, измена, богохульство в адрес царя и т. д.).
В России XVII века выкрик или произнесение фразы «Слово и дело государево!» имело очень серьёзное значение: это было поводом к немедленному началу официального разбирательства в государственной измене.
Механизм действия:
• Если кто-то произносил фразу «Слово и дело государево!» перед властями, это было сигналом к немедленному аресту (или объявлению в розыск) человека, на которого доносили.
• Доноситель передавался в государственные органы (Тайный приказ, а позже Преображенский приказ).
• Того, на кого был донос, тут же задерживали и подвергали допросам, часто с применением пыток.
• Игнорирование такого крика считалось преступлением, так что окружающие были обязаны реагировать.
В эпоху Алексея Михайловича этот институт активно развивался и применялся против заговорщиков, изменников, крамольников.
При Петре I система усилилась, когда всякое словесное оскорбление величества и неодобрительное слово о действиях государя были подведены под понятие государственного преступления, караемого смертью. Под страхом смертной казни была установлена обязанность доносить о преступлениях против Его Величества (сказывать «Слово и дело государево»). Лиц, сказывающих «Слово и дело», а также тех, на которых сказывалось «Слово и дело», повелено было присылать и приводить изо всех мест в Преображенский приказ. Позже последовал указ, чтобы посадских людей, сказывающих «Слово и дело», расспрашивать предварительно в ратуше, в Преображенский же приказ посылать только тех, «о коих по расспросу подлинно окажется, что они знают нечто касающееся особы государя».

## Ограничения по закону 1713 года
Вследствие обременения лично государя многочисленными доносами о государственных преступлениях Петру I пришлось в ряде указов определить порядок объявления «Слова и дела», а также более точно определить, какие преступления подразумевались под этим термином. Только «по первым двум пунктам» разрешалось объявлять «Слово и дело» караульному офицеру у дворца, который обязан был представить доносчика государю. Под первыми двумя пунктами подразумевались два первых пункта Указа 1713 года:
1) ежели кто за кем знает умышление злое на Его государево здоровье и честь;
2) о бунте и измене.
По всем остальным преступлениям против Его Величества надо было доносить по команде.
Объявление «Слова и дела» было чрезвычайно распространено в XVIII веке: никто не был спокоен даже в собственной семье, так как члены семьи, опасаясь за собственную жизнь в случае недонесения, часто «сказывали» один на другого «Слово и дело!». Политические доносы сделались бичом того времени.

## Отмена формулы и новые ограничения порядка доноса
Отмена формулы «Слово и дело государево» в России произошла в 1762 году, сначала при Петре III, а затем подтверждено Екатериной II.
22 февраля 1762 года император Пётр III издал манифест, упраздняющий Тайную канцелярию и запрещающий использование формулы «Слово и дело государево». В указе отмечалось, что эта практика приносила больше вреда, чем пользы. При этом сам институт доносительства и политического преследования оставался.
Екатерина II вскоре по вступлении на престол указом 19 (30) октября 1762 года подтвердила запрет на употребление выражения «Слово и дело государево», «а если кто отныне оное употребит в пьянстве или в драке или, избегая побоев и наказания (преступники, объявлявшие «Слово и дело», обычно отсылались в Тайную канцелярию и наказание отсрочивалось), таковых тотчас наказывать так, как от полиции наказываются озорники и бесчинники». Таким образом, обязанность доносить о политических преступниках оставалась, но были приняты некоторые меры для ограждения тех лиц, против которых делался донос: доносчика спрашивали, знает ли он, что такое «преступление против двух пунктов», имеет ли доказательства; если он не имел доказательств, то его следовало посадить под караул на два дня без пищи и питья; если и после того доносчик подтверждал своё показание, то он препровождался в губернскую канцелярию или Правительствующий сенат.